# I'm Gonna Be (500 Miles)
"I'm Gonna Be (500 Miles)" é uma canção composta e interpretada pelo banda escocesa The Proclaimers e lançada como o primeiro single de seu álbum Sunshine on Leith em 1988. Sendo hoje um clássico e umas das musicas mais conhecidas da Escócia, já passou em séries como Family Guy, How I Met Your Mother e Doctor Who. A canção fez sucesso também na trilha do filme Benny & Joon (1993), com Johnny Depp.
A musica é considerado um hino não oficial da Escócia, tamanha sua notoriedade e reconhecimento pelo povo escocês. Faz parte da cultura musical do país e do Reino Unido.
No Brasil, foi a 66.ª música mais tocada nas rádios em 1993.